# 長楽寺 (千曲市)
長楽寺（ちょうらくじ）は、長野県千曲市にある天台宗の寺院。山号は姨捨山。姨捨山放光院長楽寺と号する。本尊は聖観世音菩薩。信濃三十三観音霊場第14番札所。

## 歴史
創建時期は不明。宝暦3年（1753年）の『千曲之真砂』や、江戸時代末の善光寺道名所図会には八幡の武水別神社（当時は「更級八幡神宮寺」）の支院と説明されていたことから神宮寺の支配下で草庵・方丈として始まり、神宮寺僧侶の山林修行の場や引退僧の隠居所あるいは神宮寺来訪の賓客を月見や和歌・連歌・猿楽などでの接待にと様々に使用した場と考えられる。明治初年の神仏分離令により一時無住になったこともあって記録を失い、この寺の創建年代等については不詳である。しかし、古今和歌集に記されていることなど（古今和歌集に長楽寺が記されている訳ではないからこの記述は不適切）から、10世紀には、姨捨山として知られていたと考えられている。また江戸時代の写本と見られる長楽寺縁起（長野市立博物館所蔵）は大山姫や木花咲耶姫、諏訪の神等が登場する神話となっている。

## 境内
眼下に眺望の広がる境内には多くの歌碑や句碑がある。中でも門脇の松尾芭蕉の句「俤や姥一人なく月の友」を刻んだおもかげ塚（芭蕉翁面影塚）が著名である。なお、芭蕉が姨捨山の月を眺めに木曽路から当地を訪れた更科紀行でこの句を詠んだのは貞享5年・元禄元年（1688年）のことであるが、おもかげ塚の建立は明和6年（1769年）に加舎白雄（かやしらお）の手によってである。また小林一茶は4度の来訪があったとされているほか、伊能忠敬も文化１１年に訪れて日記に１３の古詠を書きとめている。
本堂・庫裏は、天保5年（1834年）に再建されたとあるが、建築様式から文化・文政年間（1804-1829年）の建築と推定されている。本堂に接する観月殿は、元治元年（1864年）の奉納額が飾られていることや、建築様式からこの頃の建築と推定されている（2007年（平成19年）度保存修理）。
おもかげ塚の上方に建つ月見堂は、本堂と同じ頃の建築とされており、2003年（平成15年）度に保存修理が行われた。また、境内の上方に建つ観音堂は、元禄4年（1691年）に再建されたとあるが、虹梁の絵様の様式から宝暦・明和年間（1751-1771年）の再建と推定されている（2004年（平成16年）度保存修理）。
境内にある「姨石（姨岩）」は、高さ約15 m、幅約25 m、奥行約25 mあり、頂上からは長野盆地を一望でき、月の眺めも別格である。江戸時代後期の紀行文作家であった菅江真澄は夥しい人々がこの岩の上からの月見をしている様子を絵（秋田県立博物館所蔵）に残している。なお、この岩が姨捨山縁起から伝説の姨捨山だと伝えられている。
姨捨（田毎の月）は国の名勝に指定されている（後述）。
千枚田や四十八枚田と言われる棚田の向こうに広がる長野盆地は善光寺平、川中島平とも言われる。その景色は全てが武田氏、上杉氏の12年間5度に亘る川中島の戦いの戦場でもあった。

## 文化財

### 名勝（国指定）
姨捨（田毎の月） - 広い意味では棚田に映し見る月を言うが、この場合は「姨捨山放光院長楽寺」の持田である四十八枚田に映る月を言う。この田のある地籍を「月見田」とも言い、古い文献では「月夜田」と記されているものもある。今も多くの地図上に名所を示す「∴」印はこの田の位置に示されている。古来、仲秋の名月をここの田に映しての句会や歌会を開く事がステータスとされていた。多くの団体が申し入れた中から寺に許された会派は総出で穫り入れ前の稲を刈り取り、桟敷を組んで田には水を引き入れて月を映し、句や歌に詠んだと伝えられる。それがいつの頃からかは不明であるが上杉謙信が麓の武水別神社（更級八幡神宮寺）にあげた武田信玄討滅の願文には「祖母捨山田毎潤満月の影」とのくだりがある。また謡曲「木賊」（四番目物の内の尉物）にも「田毎の月」の名があり、さらには狂言の「木賊」では平安時代から著名であった浅間山噴火や善光寺と並べて語られることから室町時代以前から既に広く知られていたと考えるのが相当である。ただし、このような宴が催されたのは1927年（昭和2年）が最後と伝えられている。

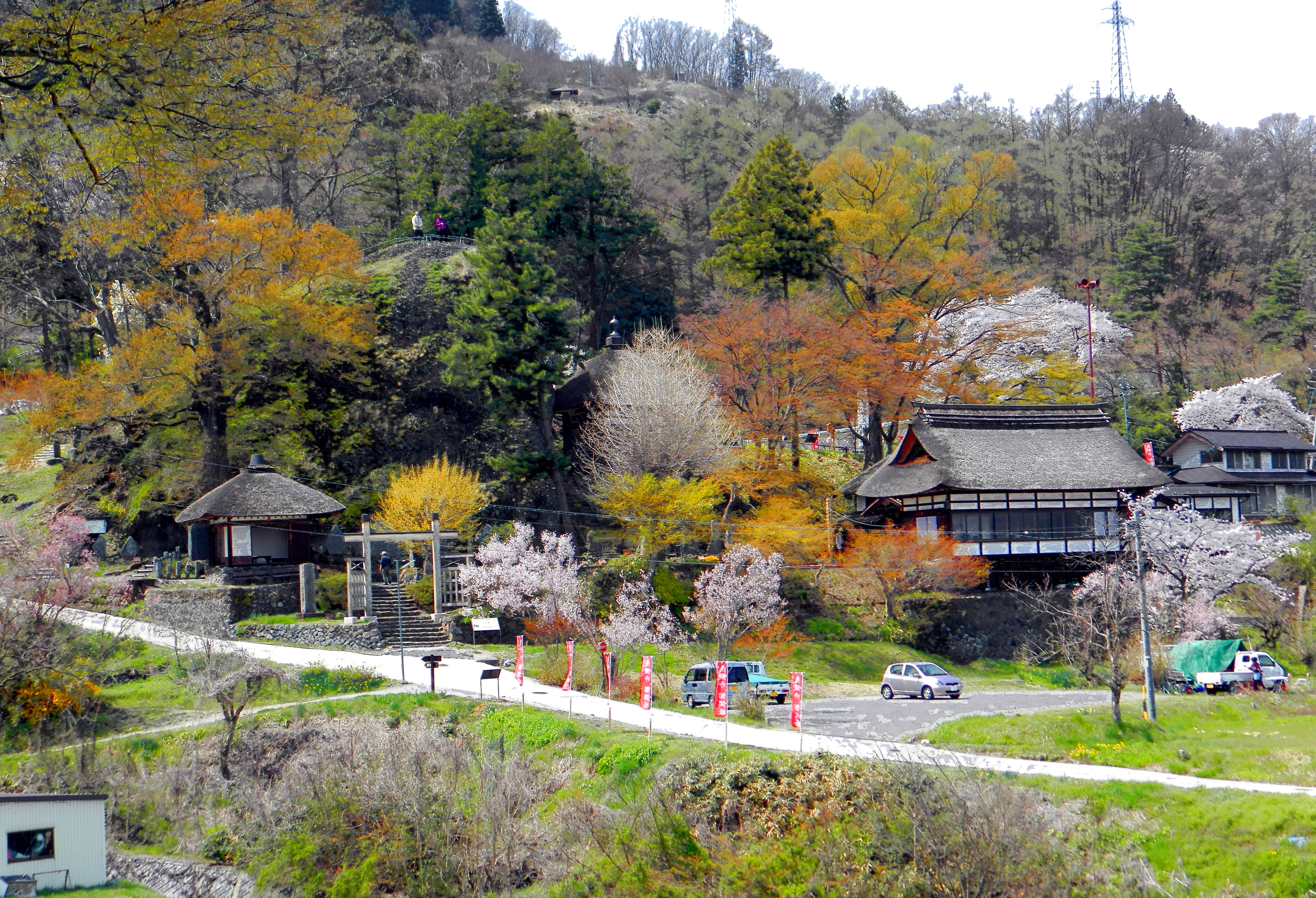
長野県千曲市、長楽寺。春桜風景。
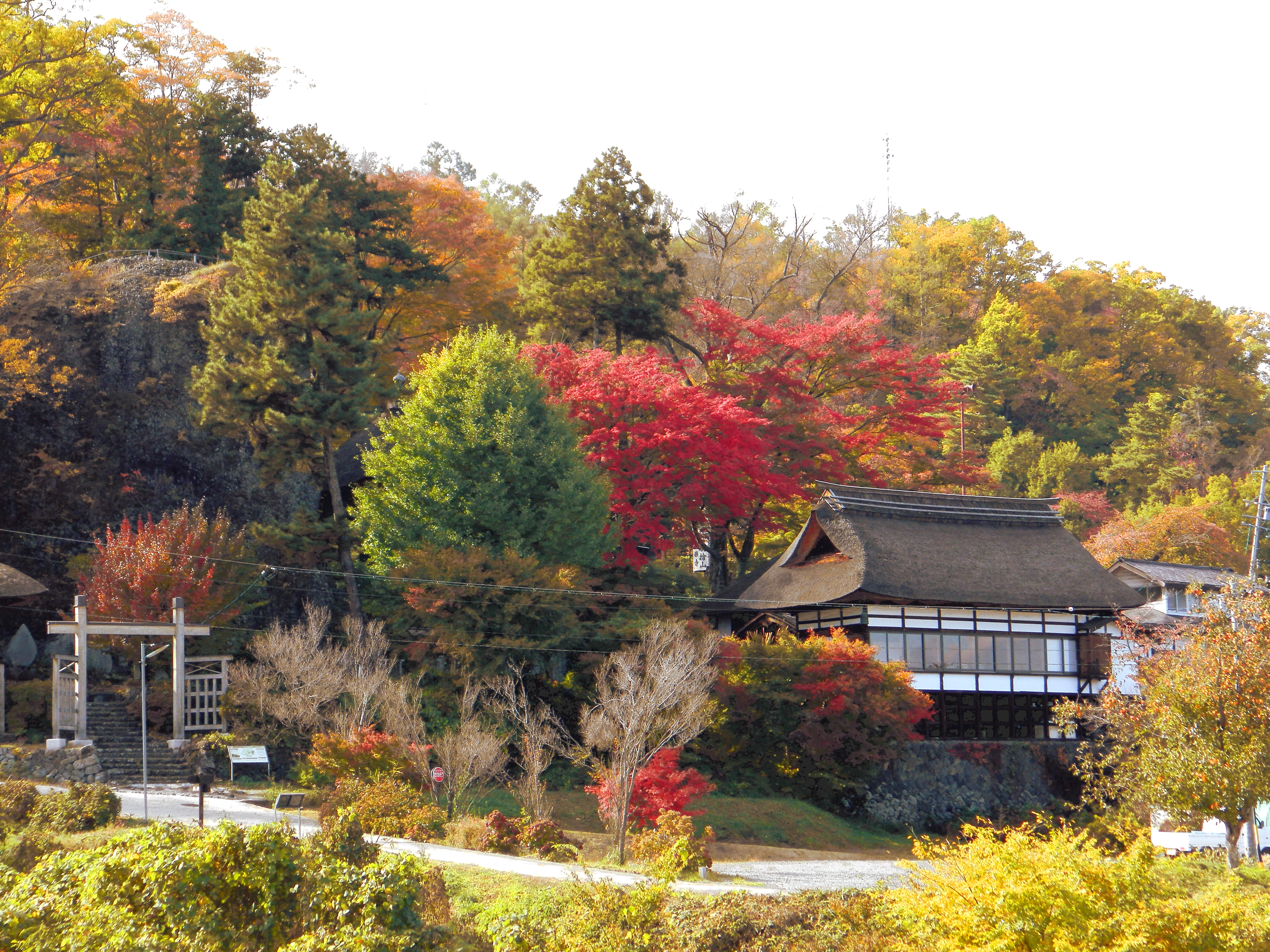
長野県千曲市、長楽寺。紅葉風景。

### 千曲市指定天然記念物
姨捨長楽寺の桂ノ木 - 樹齢は史料により幅があるが、500年以上とも800年-1000年とも伝えられている。

## 交通
- JR篠ノ井線姨捨駅が最寄